# جاكي فولرتون
جاكي فولرتون (بالإنجليزية: Jackie Fullerton)‏ (22 مايو 1943 - ) هو صحفي ومؤلف ومعلق رياضي ومذيع ولاعب كرة قدم بريطاني في مركز الهجوم. لعب مع ديري سيتي.